# Українська маніфестація в Києві 19 березня 1917 року

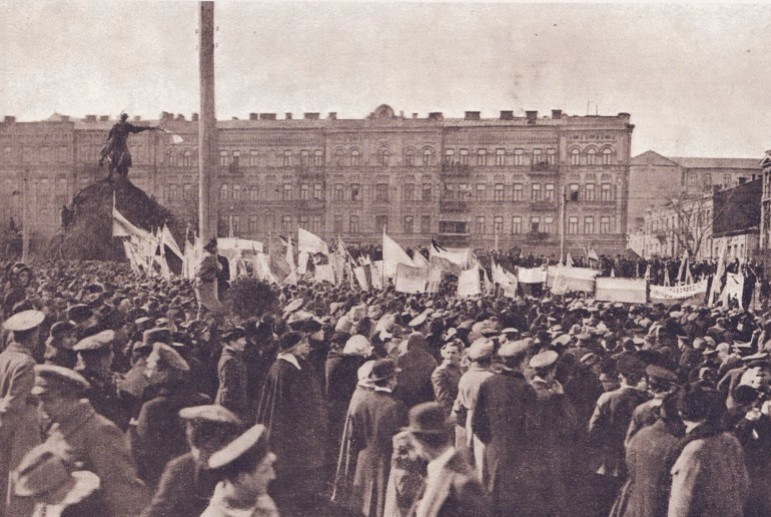
Мітинг на Софійській площі

Украї́нська маніфеста́ція в Ки́єві 19 бе́резня (1 квітня) 1917 року — 100-тисячна маніфестація патріотичних сил на підтримку Української революції, демонстрація піднесення українського національно-визвольного руху, яка засвідчила його масовий характер та устремління патріотичного українства до національного самовизначення. 

## Передумови маніфестації
Щойно розпочавшись під впливом революційних процесів кінця лютого в Росії, Українська революція вже з початку березня 1917 року не була обмежена постановкою лише культурно-просвітніх завдань. Останні безперечно займали надзвичайно важливе місце в діяльності організованого українства: з них, передусім із відновлення української мови, починалося українське відродження. Однак революція відкрила можливості для постановки на порядок денний значно ширших завдань. Її провідники не забарилися — відразу висунули гасло підтримки демократичного ладу, підготовки до Всеросійських установчих зборів, на яких мали намір домогтися автономії України в складі федеративної Росії.
У тому, що український рух відразу вийшов на політичний обшир, особливу роль відіграв Михайло Грушевський, який 13 (26) березня повернувся до Києва із заслання. Дмитро Дорошенко згодом згадував:
|  | З його поверненням український рух у Києві зразу відчув досвідчену й авторитетну руку свого керівника. Ніхто в цей час не підходив більше для ролі національного вождя, як Грушевський, ніхто навіть і рівнятися не міг із ним щодо загально признаного авторитету й тої поваги, якою оточувало його все українське громадянство. |

Уже в перших своїх статтях Грушевський ясно поставив перед українським народом завдання, які виникли з вибухом революції. Він рішуче і категорично заявив, що «українські постуляти й домагання мусять зразу бути поставлені в усій їх широті».
Першими найпомітнішими віхами в історії Української революції стали маніфестації українців у перші тижні після повалення самодержавства, серед них — особливо масштабні демонстрації в Петрограді і Києві.

Українська маніфестація: мітинг на Софійській площі

## Організація маніфестації

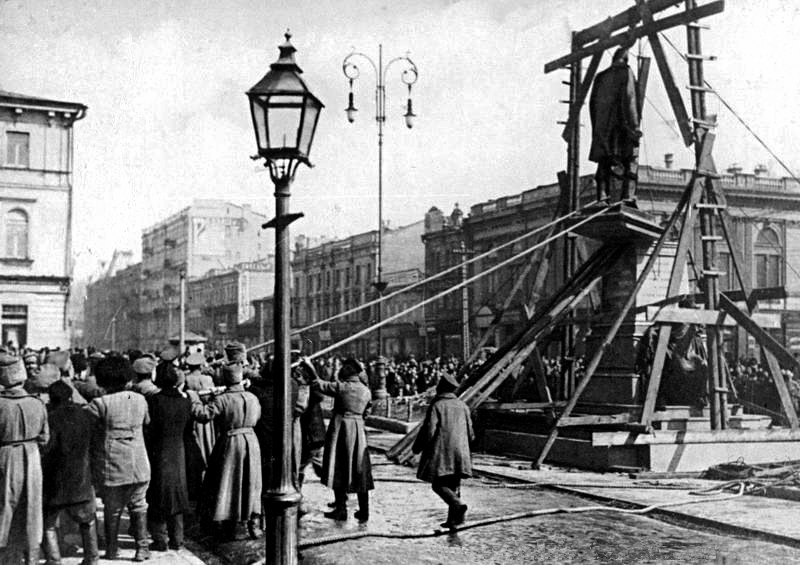
Свято Свободи року: демонтаж пам'ятника Петру Столипіну на Думській площі

Маніфестація в неділю 19 березня (1 квітня) стала важливою подією тогочасного українського життя і продемонструвала небайдужість суспільства до політичних процесів, що розпочалися в Україні з початком революції, відіграла колосальну роль у самоусвідомленні українськими колами власних сил, а також у переоцінці російськими колами сили, організованості українського визвольного руху. Дехто навіть схилявся до певного перебільшення значення проведених демонстрацій, мітингів, зборів, вважаючи, що вони викликали справжній переполох у колах російської демократії.
Подіям у Києві передувала українська маніфестація в Петрограді 12 (25) березня на честь шевченківського свята і російської революції під гаслом «Нехай живе вільна Україна у вільній Росії». Вона зібрала близько 25–30 тисяч учасників: українських студентів, робітників і вояків. Своєрідною репетицією української маніфестації стало Свято Свободи на честь російської революції, що пройшло 16 (29) березня на вулицях Києва. Тоді у святкових заходах, за газетними репортажами, взяло участь близько 250-ти тисяч учасників.
План маніфестації в Києві був розроблений Дмитром Антоновичем та декілька разів заслуховувався на засіданні Української Центральної Ради. Напередодні, у суботу, 18 (31) березня, його надрукувала у вечірньому випуску київська газета «Последние новости». Рубрикою «Сьогодні у Києві українська маніфестація» відкрилося і перше число газети «Вісті з Центральної Ради» від 19 березня 1917 року.
Планом проведення маніфестації передбачалися такі заходи:
Панахида по Шевченку біля Володимирського собору;
Урочиста хода Хрещатиком до будівлі Київської міської думи;
Всенародне віче на Софіївському майдані;
Молебень за мучеників Шевченка і Хмельницького;
Урочисті виступи політиків (від армії виступав Міхновський, від селянства — Стасюк)
Обов'язки з керівництва та відповідальність за проведення політичної акції Центральною Радою були покладені на генерала Ходоровича (від Київського військового округу), комісара Оберучева (представник Тимчасового уряду Росії) та Михайла Грушевського (як представника Центральної Ради).

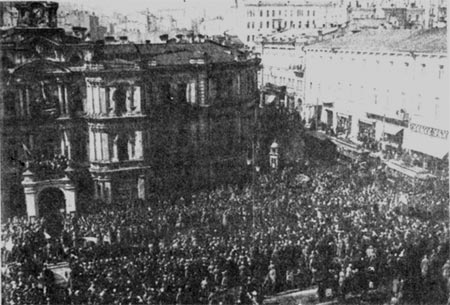
Мітинг біля Київської міської думи

## Хід маніфестації
З самого ранку площа біля Володимирського собору, яка була визначена збірним пунктом учасників маніфестації, не могла вмістити всіх охочих. Учасники процесії заполонили увесь Бібіковський бульвар (нині бульвар Тараса Шевченка), Володимирську вулицю біля університету. Участь у маніфестації взяли близько 100 тисяч осіб — українці-вояки (назагал, участь у мітингу взяли 30 тис. військових), робітники, студенти, учні гімназій, діти з притулків, службовці, члени українських товариств. Учасниками були 14 військових оркестрів, 5 хорів. Як згадував пізніше Михайло Грушевський, «весь Київ, можна сказати, виступив: одні в процесіях, інші на них дивитись».
Колони маніфестантів були прикрашені численними жовто-блакитними прапорами, транспарантами. Особливою окрасою стали близько 300 хоругов з національними символами, зображеннями Шевченка, архістратига Михаїла тощо. Особливо піднесений настрій витав над колонами українських козаків. В їх авангарді на коні гарцював актор Микола Садовський у козацькому вбранні.
Колони пройшли по Володимирській вулиці, далі Фундуклеївською (тепер вулиця Богдана Хмельницького) на Хрещатик, до будинку Київської міської думи, на балконі якого зібралися представники нової вищої міської влади — президія виконавчого комітету Ради об'єднаних громадських організацій, командування КВО, депутати міської думи. У їх промовах звучав вияв громадської поваги до української маніфестації. До слова був запрошений і голова Центральної Ради Михайло Грушевський, якого молодь на руках занесла на балкон. Авторитетний лідер українського руху закликав під прапорами і портретом Шевченка присягтись боротися за здобуття автономії України. Учасник маніфестації Дмитро Дорошенко писав, що натовп на колінах склав цю присягу.
По Михайлівській вулиці, обігнувши Думу, маніфестанти піднялися до Софійської площі, де відбулося Українське віче. Відтоді Софійський майдан в роки Української революції став місцем урочистих зібрань з нагоди проголошень Універсалів, декларацій та інших державних актів. На імпровізованих трибунах із складених у сажені дров виступили лідери українського руху Микола Міхновський, Микола Стасюк, Сергій Веселовський, Михайло Єреміїв. До слова знову був запрошений голова Центральної Ради Михайло Грушевський. На віче були прийняті розроблені Центральною Радою резолюції про скликання Установчих зборів для вирішення справи автономії України, про доручення Центральній Раді порозумітися з Тимчасовим урядом тощо. Серед народної маси було близько десятка транспарантів з гаслами «Хай живе самостійна Україна з гетьманом на чолі», але вони загубилися серед 300, які вимагали автономії України.

## Підсумки
Маніфестація мала значний успіх, виявила високий потенціал українського національно-визвольного руху, на який змусила звернути увагу і російську революційну демократію. Через два дні після маніфестації міська дума кооптувала до свого складу Михайла Грушевського та Івана Стешенка. Голова Центральної Ради назвав день проведення маніфестації найяснішим, найрадіснішим днем свого і українського життя взагалі. У своїх спогадах він констатував:
|  | Мета маніфестації 19 березня була осягнена: вона виявила наглядно й імпозантно, що українство — се не фікція в головах гуртка романтиків чи маніяків-інтелігентів, а жива сила, яка має силу над масами, їх рушає й підіймає. |

Таких велелюдних маніфестацій Київ досі не бачив, а в історичній науці до Помаранчевої революції 2004 року Свято Свободи 16 березня й Українська маніфестація 19 березня вважалися найбільшими і наймасовішими демонстрацією в історії України.